# Kent Andersson (zapaśnik)
Kent Börje Andersson (ur. 24 października 1959 w Sollentunie) – szwedzki zapaśnik walczący w obu stylach. Dwukrotny olimpijczyk. Piąty i szósty w Los Angeles 1984 i odpadł w eliminacjach w Moskwie 1980. Walczył w kategorii 48 kg.
Piąty na mistrzostwach Europy w 1980. Drugi w Pucharze Świata w 1980 i trzeci w 1985. Siedem razy na podium mistrzostw nordyckich w latach 1978 - 1986 roku.